# Pod lipo (pesniška zbirka)

‎
Pod lipo je knjiga pesmi, ki jih je napisal Josip Stritar leta 1895. Zasnoval jo je kot spoj med prozno pripovedjo in besedili v verzih, vse pod enotnim naslovom Griški gospod. Nazadnje je ločil povest in vložke v verzih ter je postavil le-te v prvi del, zgodbo pa v drugi del zbirke. Zelo je osredotočen na vzgojo, pouk in delo šolarja, ki skoraj ne pozna igre. V mnogih primerih slutimo poleg igre ali šale globlji pomen, ki pa je izražen bolj s tem, kar je pesnik zamolčal, kakor s tem, kar je šaljivo povedal.